# Jean Cocteau, autoportrait d'un inconnu
Pour plus de détails, voir Fiche technique et Distribution.
Jean Cocteau, autoportrait d’un inconnu est un documentaire réalisé par Edgardo Cozarinsky, sorti en 1983.

## Synopsis

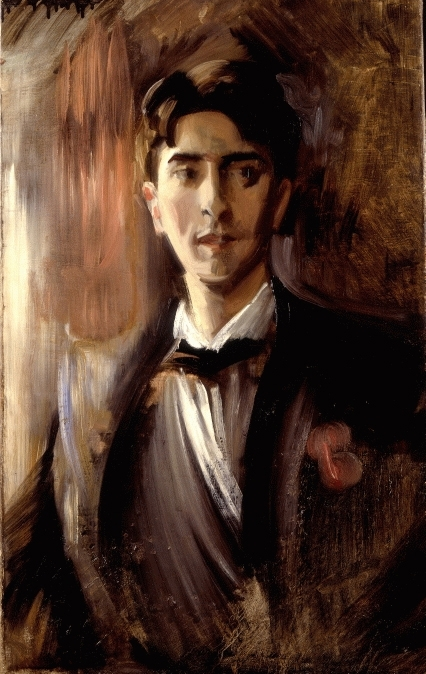
Portrait de Jean Cocteau (1912) par le peintre espagnol Federico de Madrazo y Ochoa.

Le documentaire de Cozarinsky est un montage d'archives sonores et d'archives filmées entrecoupées de nombreux entretiens au cours desquels Jean Cocteau (1889-1963) s’explique sur son œuvre et sur sa conception de la poésie. Sa quasi présence à l’écran avec sa caractéristique voix cautionne le terme d’autoportrait car, « un peintre fait toujours son propre portrait », en mettant à nu son âme, tout en déclarant avec pertinence : « Je suis un inconnu qui a eu une raclée d’honneur ».

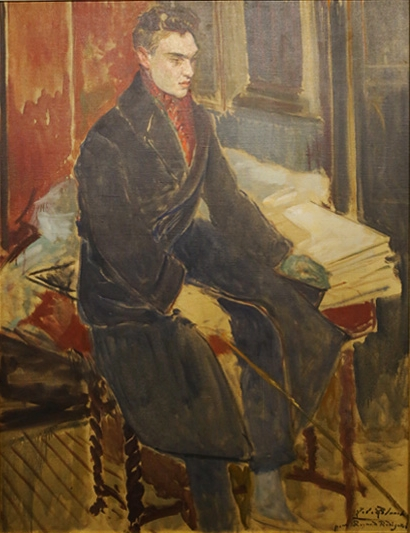
Portrait de Raymond Radiguet, huile sur toile de Jacques-Émile Blanche, vers 1922 peu de temps avant la mort de l'écrivain (Musée des Beaux-Arts de Rouen.)

Après avoir évoqué son enfance, il nous parle de ses rencontres qui, à travers une galerie de portraits de ses fidèles amis et compagnons de route, ont marqué son existence. En particulier, celles du compositeur Erik Satie, de Serge de Diaghilev, le maître des ballets russes avec le danseur Vaslav Nijinski, Stravinsky et son Sacre du printemps (1913). À l’époque de Parade, en 1917, la rencontre de Picasso fut capitale car il lui « a appris à courir plus vite que la beauté ce qu’il fait qu’on a l’air de lui tourner le dos ». De Raymond Radiguet (1903-1923), l’auteur du Diable au corps, ce génial adolescent qui est arrivé à l’âge de quatorze ans dans sa vie, il nous dit qu’il était comme son fils et, que sa disparition à vingt ans pour cause de typhoïde, le fit sombrer dans la dépendance de l’opium.
Cozarinsky nous montre comment Cocteau aimait travailler avec ses mains : « J’ai peint des chapelles parce que j’ai besoin de murs », comme ceux de la salle des mariages de la mairie de Menton (1957). Pour l’artiste-poète le dessin c’est avant tout une écriture car « une ligne est en danger de mort tout au long de son parcours ».

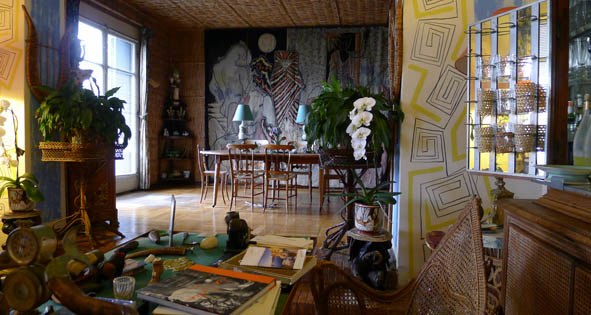
Salon de la villa Santo Sospir décoré par Jean Cocteau, propriété de Francine Weisweiller à Saint-Jean-Cap-Ferrat.

Entre rêve et réalité, comme à travers un labyrinthe de miroirs anamorphosants et de verres brisés, dans le dédale de cette vie extrêmement riche, illustrée d'extraits de ses films (Le Sang d'un poète, La Belle et la Bête, Les Parents terribles, La Villa Santo Sospir, Le Testament d'Orphée), Cocteau, à la croisée des arts en tant que poète, peintre, homme de théâtre et de cinéma, nous fait voyager dans son monde entièrement redessiné et recomposé à sa façon, préférant parler plus d’«expiration » que d’«inspiration ».

## Fiche technique
- Titre original : Jean Cocteau, autoportrait d’un inconnu
- Réalisation : Edgardo Cozarinsky
- Scénario :  Edgardo Cozarinsky sur une idée de Carole Weisweiller[3]
- Montage : Georges Klotz et Catherine Despratz
- Banc titre : Dominique Antoine
- Sociétés de production : Carole Weisweiller et Société Antegor - INA - Institut National de l'Audiovisuel, Antenne 2
- Coproduction : Ministère de la Culture – Antegor et J.C productions
- Pays d'origine :  France
- Langue d'origine : français
- Genre : documentaire
- Format : 16 mm - couleur - noir et Blanc
- Durée : 68 minutes
- Date de sortie : France 1983

## Autour du film
Le 10 octobre 1983, pour le vingtième anniversaire de la mort de Jean Cocteau, Jacques Chancel réalisa un Grand Échiquier consacré à titre posthume au poète et présidé par Jean Marais. Chancel put obtenir de la direction d'Antenne 2 de commencer l'émission en première partie de soirée (prime time), juste après le journal télévisé. L'émission commença par la projection du documentaire d'Edgardo Cozarinsky.   